# Уилсон, Алберт
А́лберт Джордж Уи́лсон (англ. Albert George Wilson; 28 июля 1918, Хьюстон, Техас — 27 августа 2012, Себастопол, Сонома, Калифорния) — американский астроном и первооткрыватель астероидов.
Уилсон получил докторскую степень по философии в Калифорнийском технологическом институте в 1947 году своей работой «Осесимметричные тепловые напряжения в полубесконечном твёрдом теле».
С 1949 года работал в Паломарской обсерватории. В 1953 году он стал заместителем директора Лоуэллской обсерватории. Позже он продолжал работать в Rand Corporation. В 1962 году он работал в журнале «Icarus». В 1966 году он принял должность заместителя директора Лаборатории перспективных исследований корпорации McDonnell-Douglas (DARL), которую он занимал с 1966 по 1972 год. Затем Уилсон стал адъюнкт-профессором в Университете Южной Калифорнии, преподавая курсы по философии и науке до своей отставки. После ухода в отставку Уилсон был связан с Институтом человека и науки и Институтом будущего, читая лекции и консультируя обе группы.
Он открыл ряд астероидов (включая астероид (10000) Мириостос 30 сентября 1951 года) и был одним из первооткрывателей кометы 107P/Вильсона — Харрингтона, которая также зарегистрирована как околоземный астероид (4015) Уилсон — Харрингтон.